# Culavamsa
Le Cūlavamsa ou Choolavansha (« Petite Chronique ») est un texte en pali rédigé à trois époques différentes par des auteurs différents, et qui est la suite du Mahavamsa (« Grande chronique »). Il couvre une période allant du IVe siècle de notre ère à la prise de contrôle de Ceylan par les Britanniques en 1815,.
Le Cûlavamsa donne une description historique relativement suivie du Sri Lanka sur quelque mille cinq cents ans, à laquelle s'ajoute deux ouvrages qui le précèdent: le Dīpavamsa (« Chronique de l'île ») et le Mahāvamsa (« Grande chronique »). Comme la narration du Dîpavamsa débute avec des événements du IIIe siècle av. J.-C., l'ensemble des trois ouvrages couvrent presque deux mille ans d'histoire du Sri Lanka. 
En fait, il s'agit de trois ouvrages différents qui prolongent le Mahâvamsa, le premier datant du XIIe siècle, le deuxième du XIVe siècle, et le dernier du XVIIIe siècle (ou plutôt du XIXe siècle). Le titre de Cûlavamsa est dû à leur éditeur et traducteur, Wilhelm Geiger. L'ensemble est divisé en 101 chapitres, le dernier s'arrêtant à l'arrivée des Anglais à Ceylan.  